# Ильино (деревня, Москва)
Ильино — деревня в Троицком административном округе Москвы  (до 1 июля 2012 года в составе Подольского района Московской области). Входит в состав поселения Роговское.

## Население
Согласно Всероссийской переписи, в 2002 году в деревне проживало 76 человек (50 мужчин и 26 женщин). По данным на 2005 год в деревне проживало 47 человек.

## Расположение
Деревня Ильино расположена на реке Черничке примерно в 43 км к юго-западу от центра города Подольска. Ближайшие населённые пункты — деревни Петрово, Климовка и Кузовлёво. В районе деревни Ильино на реке Десенке образован большой пруд.
В деревне находится братская могила советских воинов, погибших в битве за Москву.
До деревни ходит автобус от станции Подольск Курского направления МЖД.